# Jean François Théodore Gechter
Jean François Théodore Gechter (* 1796  in Paris; † 11. Dezember 1844 ebenda) war ein französischer Bildhauer.

## Leben und Werk
Wie auch der Bildhauer Antoine-Louis Barye war Gechter erst Schüler von François Joseph Bosio und später von Antoine-Jean Gros. Er verbrachte mehrere Jahre in Italien, wo er die Werke Michelangelos und anderer alter Meister studierte, und kehrte darauf nach Paris zurück.
In seinen Werken setzte er bevorzugt Themen der Jagd und Geschichtsszenen um, vorwiegend in Bronze und im damals neuen Sandformverfahren.
Gechter stellte seine Arbeiten von 1827 bis 1844 auf dem Salon de Paris aus, wo er 1839 mit einer Silbermedaille ausgezeichnet wurde. Darunter waren seine Zwei Gladiatoren von 1824 (Bronze), Theseus im Kampf mit einem Kentaur und Ein junger Faun von 1827 (Gips) sowie der Kampf zwischen Karl Martell und Abd ar-Rahman in der Schlacht von Tours und Poitiers 732 von 1833 (Bronze). Ein weiteres Stück aus Bronze zeigt eine Szene aus der Schlacht bei Abukir.
Seine gegossenen Werke zeigen oft Tiere, so Pferde, die mit abgesenktem Hals scheuen (wie bei seinen Bronzen Verwundete Amazone von  1839 und Pferd mit Affe als Reiter), oder Hunde (wie in der Bronze Greyhound und Hase). Sein Hirsch und Löwe wurde vom Königreich Sachsen erworben.
Zu seinen staatlichen und kirchlichen Aufträgen gehörten die Statuen des Johannes Chrysostomos und der Maria Magdalena für die Pfarrkirche La Madeleine in Paris. Sein Bas-Relief Schlacht bei Austerlitz an der westlichen Fassade des Arc de Triomphe de l’Étoile führte er zwischen 1833 und 1836 aus. Seine Statuen Rhone und Rhein sind Teil des Brunnens Fontaine des fleuves am Place de la Concorde, Paris.
Einer seiner Schüler war Paul Duboy. 1837 wurde er als Chevalier in die Ehrenlegion aufgenommen. Gechter verstarb mittellos im Dezember 1844 (wahrscheinlich an Tuberkulose), das Inventar seiner Werkstatt wurde im folgenden Jahr verkauft.

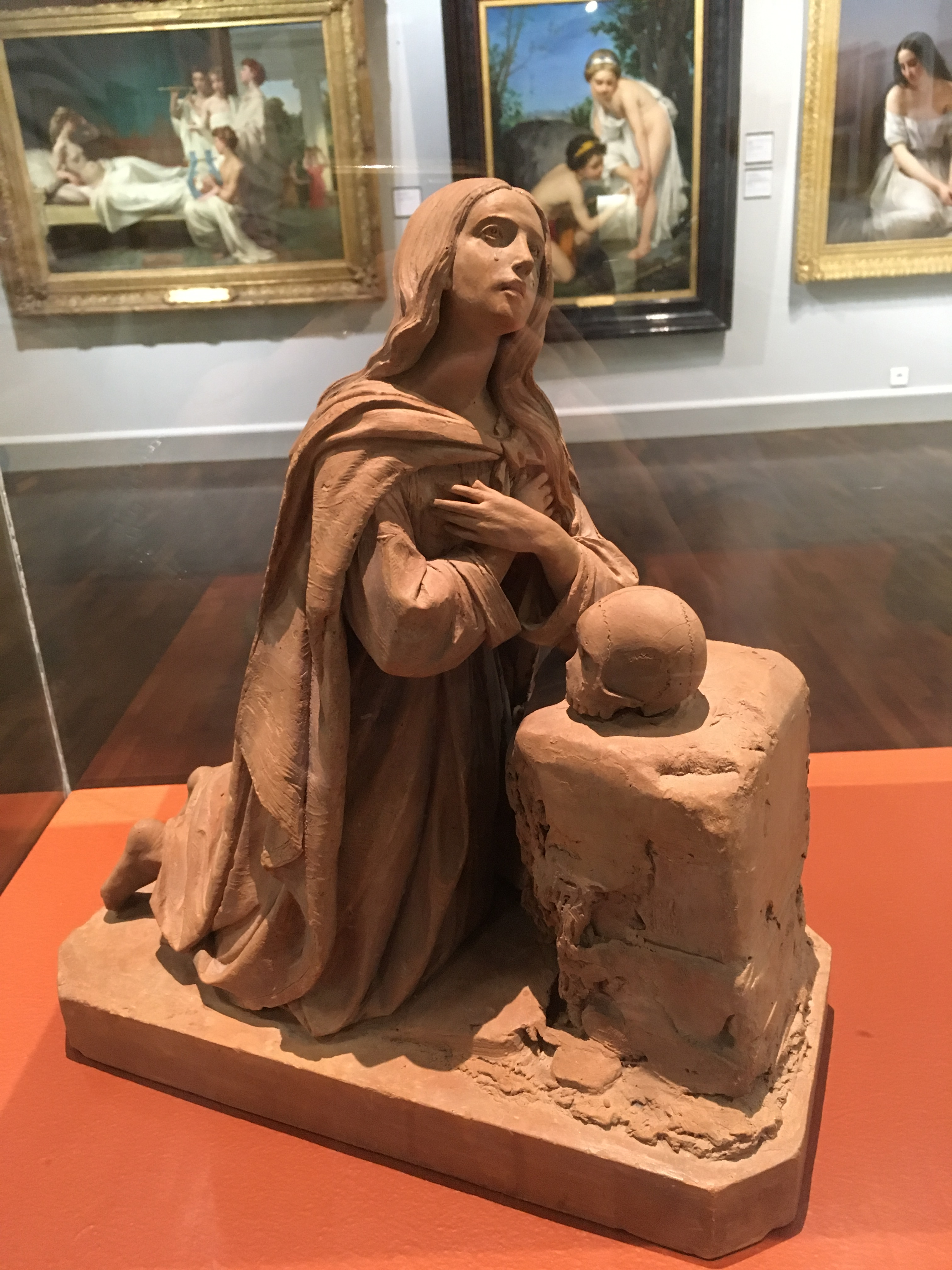
Maria Magdalena, Musée des Beaux-Arts, Orléans
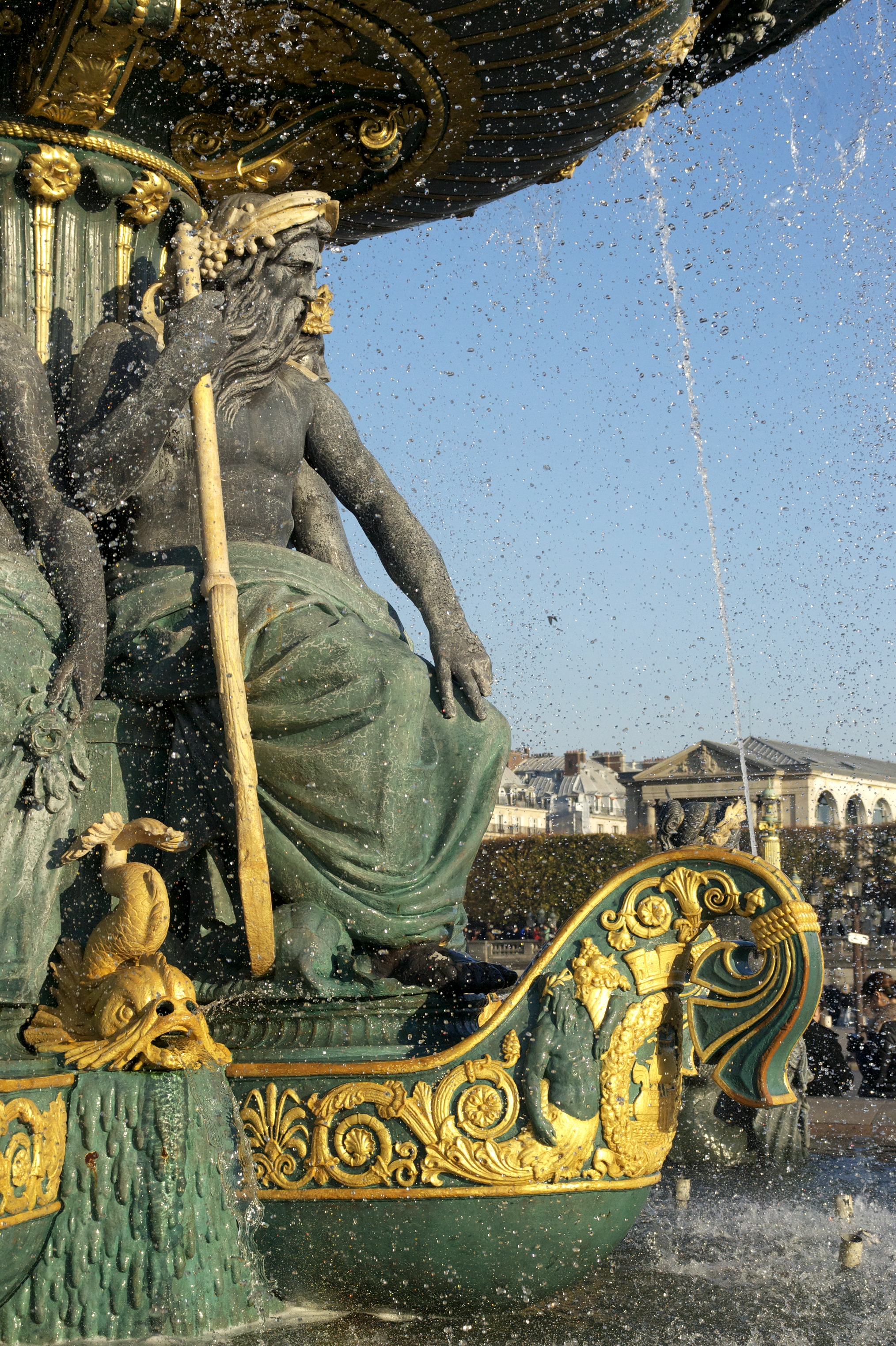
Personifizierung des Flusses Rhone auf der Fontaine des fleuves, Place de la Concorde, Paris
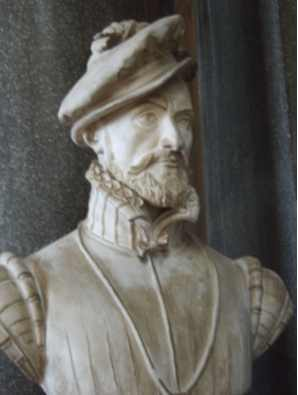
Jacques d’Albon, seigneur de Saint-André, Schloss Versailles
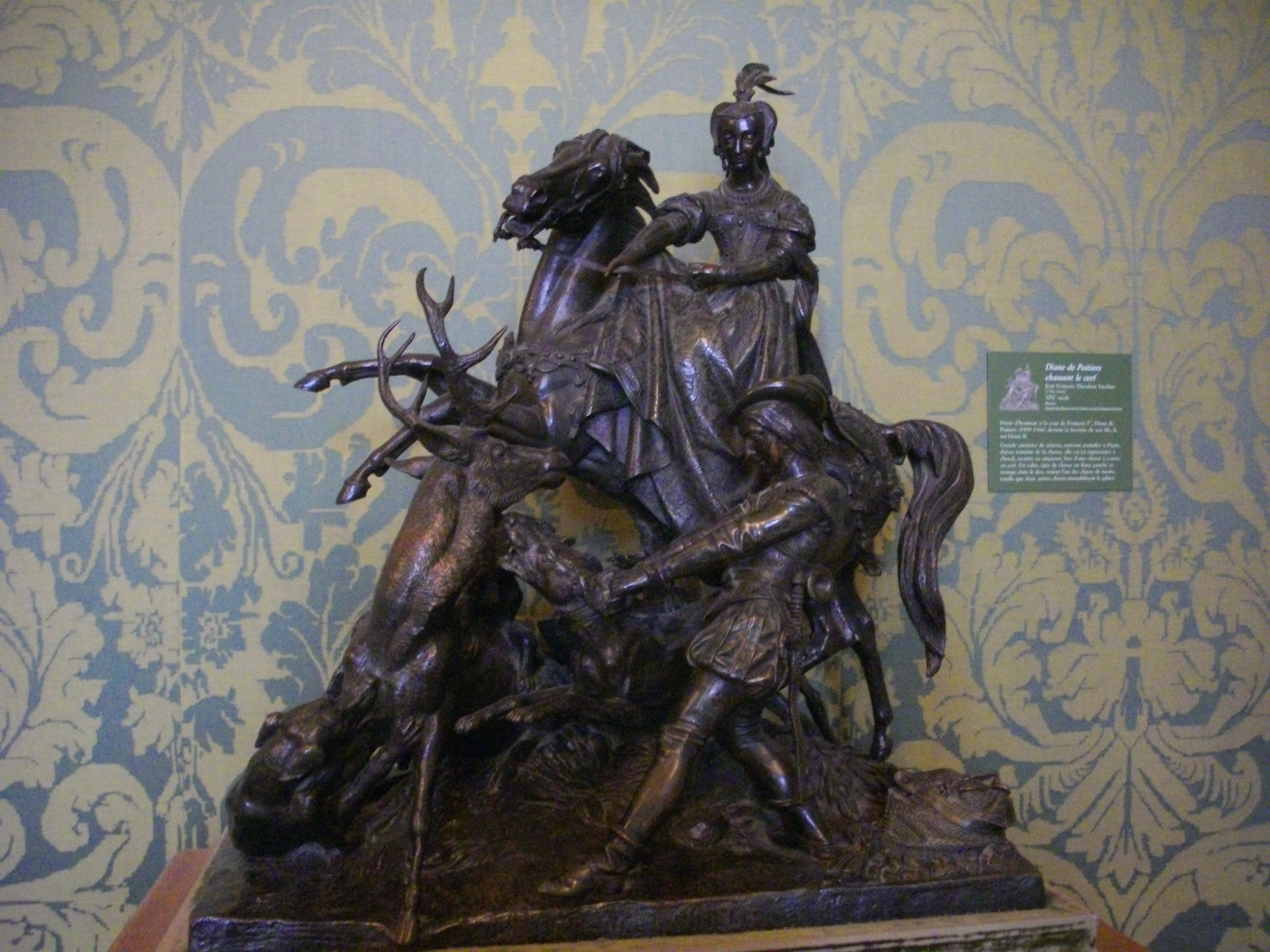
Diana von Poitiers im Schloss Chambord, Chambord
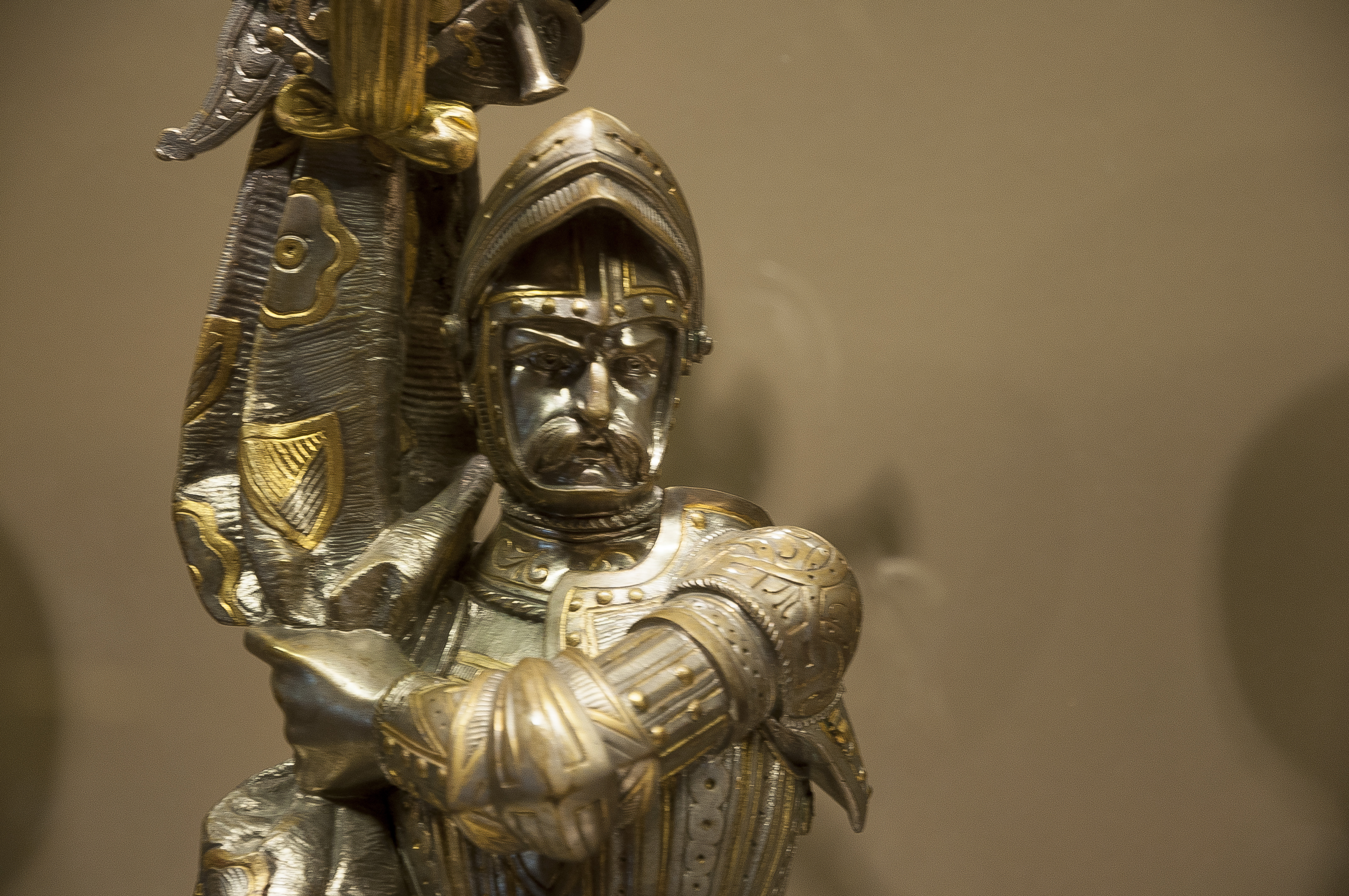
Colonel Germain Charpentier. Detail eines Kerzenhalters aus Silber, Gold und Bronze an einer Pariser Kaminverkleidung.
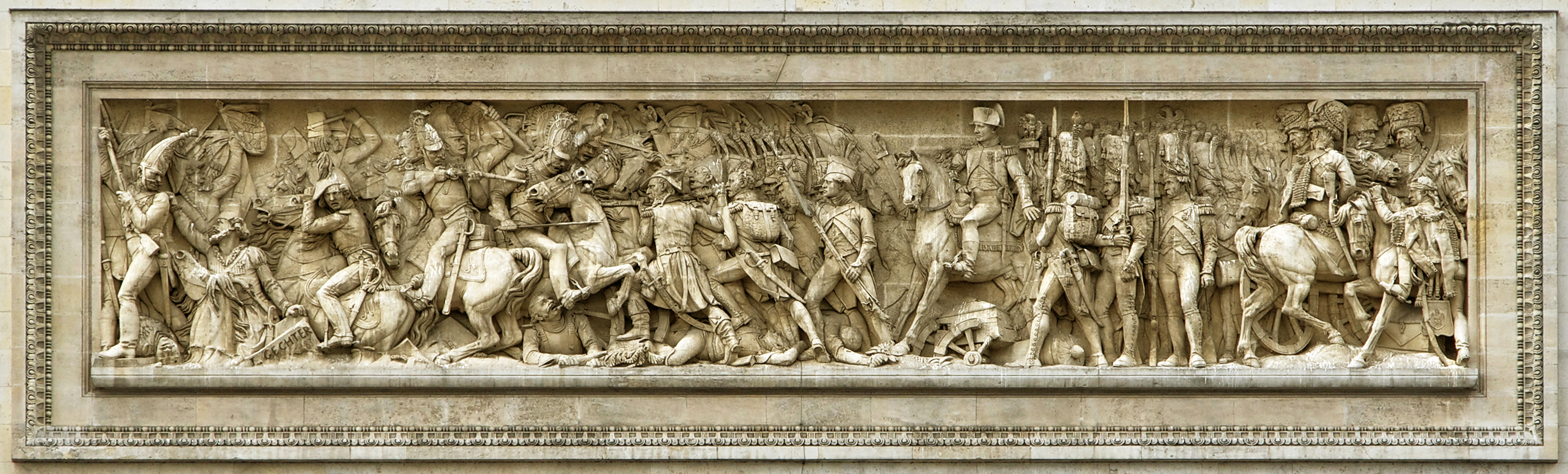
Schlacht bei Austerlitz am Arc de Triomphe de l’Étoile, Paris